# Eltendorf
Eltendorf è un comune austriaco di 946 abitanti nel distretto di Jennersdorf, in Burgenland. Il 1º gennaio 1971 ha inglobato il comune soppresso di Zahling.

## Geografia
Le comuni catastali sono Eltendorf e Zahling.